# Песни в пустоту. Потерянное поколение русского рока 90-х
«Песни в пустоту. Потерянное поколение русского рока 90-х» — книга Александра Горбачева и Ильи Зинина, изданная в 2014 году, повествующая об истории андеграундной рок-сцены девяностых годов, прошедшей мимо внимания широкой аудитории. 10 января 2023 года авторы выложили книгу в свободный доступ.

## Содержание книги
Согласно издательской аннотации в книге авторы «показывают, что лихие 90‑е вовсе не были для русского рока потерянным временем. Лютые петербургские хардкор-авангардисты „Химера“, чистосердечный бард Веня Дркин, оголтелые московские панк-интеллектуалы „Соломенные еноты“ и другие: эта книга рассказывает о группах и музыкантах, которым не довелось выступать на стадионах и на радио, но без которых невозможно по‑настоящему понять историю русской культуры последней четверти века». 

## Критика
Рэпер Оксимирон описал книгу, как «атмосфернейшая хронология и топография того немногого, что за последние 20 лет можно, не краснея, слушать по-русски».
Евгений Мельников считает что «живые человеческие голоса, которые чисто уложены в строчки „Песен“, сбивчиво, порой путаясь в показаниях, излагают самую суть 90-х, и музыка, хотя ей и отводится значительное место, иногда только повод для спикеров вспомнить о смятенном состоянии тогдашних душ, со сладкой тоской — или категорически без неё: как говорит Леонид Фёдоров из „Аукцыона“, „стыдно быть первым парнем на деревне в говнище“».
Михаил Визель (Ведомости) характеризует авторов и текст как «воплощение формата. Их рассказ о забытых, трагически недореализовавшихся группах с вычурными названиями и полубезумных героях 90-х выверен и вылизан — хоть сейчас на „Пулитцер“. И густое сквернословие — неотъемлемая часть этой вылизанности».
Алексей Мажаев (InterMedia) считает, что «Порой авторы добиваются эффекта, на который вряд ли рассчитывали. Так, глава про Дркина неожиданно объясняет почти всё про Донбасс 2015 года: родина барда, шахтёрский городок Свердловск, во многом определила трагическую судьбу Вени, — и сложно удивляться, что спустя полтора десятка лет после его смерти десятки таких депрессивных городов оказались под контролем „ополченцев“ ДНР. Примечателен и феномен „Соломенных енотов“: прочитав почти стостраничную главу про них и будучи лично знакомым с некоторыми непосредственными её героями, я по-прежнему не уверен, что эта группа когда-либо существовала».
Денис Ступников (КМ) утверждает «Благодаря продуманной форме, увлекательному повествованию, обилию известных экспертов (Леонид Федоров, Артемий Троицкий, Дмитрий Спирин, Владимир Епифанцев, Евгений Федоров) и шокирующим фактам, от чтения невозможно оторваться. „Песни в пустоту“ выстроены по принципу новаторской пьесы, в самом начале которой перечислены все действующие лица с их регалиями, а потом следует семь ударных действий. Львиная доля текста состоит из развернутых реплик очевидцев, чьи воспоминания великолепно дополняют друг друга и складываются в единый пазл».
Игорь Гулин (Коммерсант) считает что герои книги «не те, кого все знают. Наоборот, несколько групп и авторов, как бы выпавших из времени или же слишком слившихся с ним — и оттого не получивших славы. В частности, группы „Соломенные еноты“, „Химера“, делавшие, может быть, самую прекрасную в России рок-музыку за все время ее существования».
Андрей Смирнов (Завтра) считает «Несомненная удача книги — „Соломенные Еноты“, смысловой и бессмысленный центр московской сцены 90-х. Но ощущение того, что книга сняла пенку всё же очень сильное. Остается надеяться, что это только начало, первый том истории независимой музыкальной сцены, а не подведение итогов».